# Ilha Mosquito
Ilha Mosquito (em inglês: Mosquito Island, às vezes escrito Moskito Island) é uma ilha privada em frente à costa de Virgen Gorda que tem sido durante muito tempo um lugar popular para os marítimos e navegantes. A Mosquito foi descoberta por Cristovão Colón na sua segunda viagem em 1493, o nome “Mosquito” vem de uns indígenas americanos que viveram na ilha ao redor do ano 1500.
Sir Richard Branson comprou a ilha em 2007 por £ 10 milhões. A sua companhia Virgin Limited Edition planea converter a ilha num resort de Ecoturismo nas Ilhas Virgens Britânicas e prestar atenção às considerações sobre do meio ambiente para minimizar o impacto ao longo do seu desenvolvimento.
Branson anunciou recentemente que planea transladar lémures de cauda anilhada de alguns zoológicos do Canadá, Suécia e África do Sul à ilha. Os traslados posteriores de lémures vermelhos e Sifakas possivelmente podem seguir. Os planos anunciados receberam algumas críticas.
A ilha está situada entre Virgen Gorda e a ilha de Necker, esta última também é propriedade privada de Branson.